# كارول أنغير
كارول أنغيّر (بالإنجليزية: Carole Angier)‏ هي كاتِبة بريطانية، ولدت في 30 أكتوبر 1943 في لندن في المملكة المتحدة.